# Królik Polski
Pour les articles homonymes, voir Królik.
Królik Polski est une localité polonaise de la gmina de Rymanów, située dans le powiat de Krosno en voïvodie des Basses-Carpates.